# Marie Brand und die Schatten der Vergangenheit
Marie Brand und die Schatten der Vergangenheit ist die sechzehnte Episode der Krimiserie Marie Brand. Der Fernsehfilm mit Mariele Millowitsch als Kriminalhauptkommissarin Marie Brand und Hinnerk Schönemann als Kriminalhauptkommissar Jürgen Simmel wurde am 13. Januar 2016 erstmals im ZDF ausgestrahlt.

## Handlung
Triathlet Jan Seifert absolviert gerade sein Schwimmtraining für seinen nächsten Wettkampf, als er am Rheinufer die Leiche von Vera Basten findet. Nachdem sein Trainer die Polizei verständigt hat, übernehmen Kommissarin Marie Brand und ihr Kollege Jürgen Simmel die Ermittlungen. Das Opfer hatte sich vor zwei Tagen ein Boot gemietet und wollte zusammen mit dem Ehemann eine Tour auf dem Rhein unternehmen. Allerdings fehlt von dem Boot und Benedikt Basten zunächst jede Spur, doch tauchen beide schon am nächsten Tag unversehrt auf. Er gibt an, dass seine Frau das Boot in Koblenz nach einem Streit verlassen hätte und mit dem Zug nach Hause fahren wollte. Nachdem die Spurensicherung Blut und Haare auf der Jacht findet, gerät Basten unter dringenden Tatverdacht. Recherchen über die finanzielle Situation und ein Verhältnis von Basten mit einer Angestellten seiner Frau nähren diesen Verdacht. Doch stellt sich später heraus, dass nicht Vera, sondern Benedikt Basten das Boot verlassen hatte, da er sich mit seiner Geliebten verabredet hatte und nachweislich zur Tatzeit mit dieser in einem Hotel weilte.
Ein weiterer Verdächtiger scheint der Triathlet Jan Seifert zu sein. Die Ermittler finden heraus, dass er über Bastens Fitnessstudio Epo vertreibt und das Opfer dahintergekommen war. Ehe sie dieser Spur weiter nachgehen können, hat Marie Brand plötzlich andere Probleme. Mitten in den Ermittlungen konnte der verurteilte Mörder Rainer Sperl aus der Haft entkommen. Alles deutet darauf hin, dass er an der Kommissarin Rache für seine Verurteilung nehmen will. Trotz Simmels Fürsorge gelingt es Sperl, einen Giftanschlag auf Brand zu verüben. Nachdem er auch noch seinen Komplizen kaltblütig erschießt, wird engmaschig nach ihm gefahndet und Simmel gelingt es, ihn zu stellen. Doch obwohl Sperl wieder hinter Gittern sitzt, scheint die Bedrohung für Marie Brand nicht beendet zu sein. Aus Sorge um seine Mitarbeiterin schickt ihr Chef sie in sein Wochenendhaus in die Eifel. Dort wird Marie Brand klar, dass Bastens Adoptivsohn Fabian von ihr enttäuscht ist, weil sie vor 15 Jahren seiner leiblichen Mutter nicht helfen konnte und er nun zum zweiten Mal seine Mutter verloren hat, zumal die Kommissarin wieder darin verwickelt scheint. Als er sie zwingen will, sich wie damals seine Mutter zu erhängen, kann Simmel eingreifen und ihn festnehmen.
Durch diesen Vorfall wird Marie Brand allerdings auf Kerstin Thiede aufmerksam. Sie ist die Cousine von Vera Basten und hatte mit ihr zusammen das Grundstück eines Onkels geerbt. Obwohl das Land bisher nicht viel wert war, wurde das Gelände vor kurzem zu Bauland, und Vera Basten hatte Kerstin Thiede viel zu wenig dafür gezahlt. Als Thiede noch einmal mit ihr reden wollte und sie auf dem Boot aufsuchte, gerieten sie in Streit und Basten schlug mit dem Kopf gegen die Reling. Thiede warf sie ins Wasser, was letztendlich zu ihrem Tode führte.

## Hintergrund
Die Folge wurde von der Eyeworks Germany GmbH, Köln, produziert und in Köln und Umgebung gedreht. Die Szenen um das Waldhaus wurden im Forsthaus in Much gedreht, das bereits in der Serie Mord mit Aussicht als Wohnhaus der Kommissarin Sophie Haas gedient hatte.

## Rezeption

### Einschaltquoten
Der Fernsehfilm Marie Brand und die Schatten der Vergangenheit erreichte bei seiner Erstausstrahlung im ZDF am 13. Januar 2016 durchschnittlich 6,97 Millionen Zuschauer, was 21,3 Prozent des Marktanteils in Deutschland entsprach.

### Kritiken
Tilmann P. Gangloff urteilt bei tittelbach.tv: „Ausgezeichnetes Handwerk & eine gute Geschichte machen ‚Marie Brand und die Schatten der Vergangenheit‘ zu einem sehenswerten TV-Krimi. Der besondere Reiz der Geschichte liegt im Rückgriff auf eine ältere Episode: Der Schurke aus ‚Marie Brand und die falsche Frau‘ (2012) treibt erneut sein Unwesen und trachtet der Kommissarin nach dem Leben. Die will sich aber nicht in Sicherheit bringen lassen, weil sie noch einen anderen Fall lösen muss. […] Auch wenn das Handwerk (Bildgestaltung, Schnitt, Musik) mit großer Sorgfalt und Professionalität erledigt worden ist: Filmsprachlich ist ‚Marie Brand und die Schatten der Vergangenheit‘ nicht weiter auffällig. Der Reiz des Krimis liegt in erster Linie in der permanenten Bedrohung, zumal das Drehbuch am Ende für einen kleinen Knüller sorgt, als sich rausstellt, dass es die ganze Zeit eine dritte Handlungsebene gab.“
Die Kritiker der Fernsehzeitschrift TV Spielfilm geben den Daumen nach oben und meinen zu diesem Marie-Brand-Film: „Unspektakulär, kompetent inszeniert, leidlich unterhaltsam, allerdings haftet dem Fall etwas Altmodisches an. Fazit: Gediegene Krimiunterhaltung – wie früher“.